# Léon Vasseur
Pour les articles homonymes, voir Vasseur.
Léon Vasseur, né le 28 mai 1844 à Bapaume et mort le 25 juillet 1917 à Asnières, est un compositeur, organiste et chef d'orchestre français.
Organiste de cathédrale, il a composé de la musique d’église, dont deux messes. Il a aussi composé des opérettes et connu bientôt le succès avec La Timbale d'argent (1872). Il a écrit trente autres opérettes, sans pour autant renouer avec le succès.

## Biographie
Léon Vasseur naît le 28 mai 1844 à Bapaume.
Après avoir étudié la musique auprès de son père, Augustin Vasseur, professeur de musique et organiste de l'église du village, Vasseur s'inscrit à 12 ans à l'école Niedermeyer, l'école de musique religieuse de Paris. Pierre-Louis Dietsch lui enseigne l'harmonie ; Georges Schmitt, l'orgue et l'improvisation ; et Camille Saint-Saëns, le piano ; Vasseur y remporte un premier prix de piano et un premier prix d'orgue. Il quitte l'école en 1862 et, à 18 ans, est nommé organiste de l’église Saint-Symphorien de Versailles.

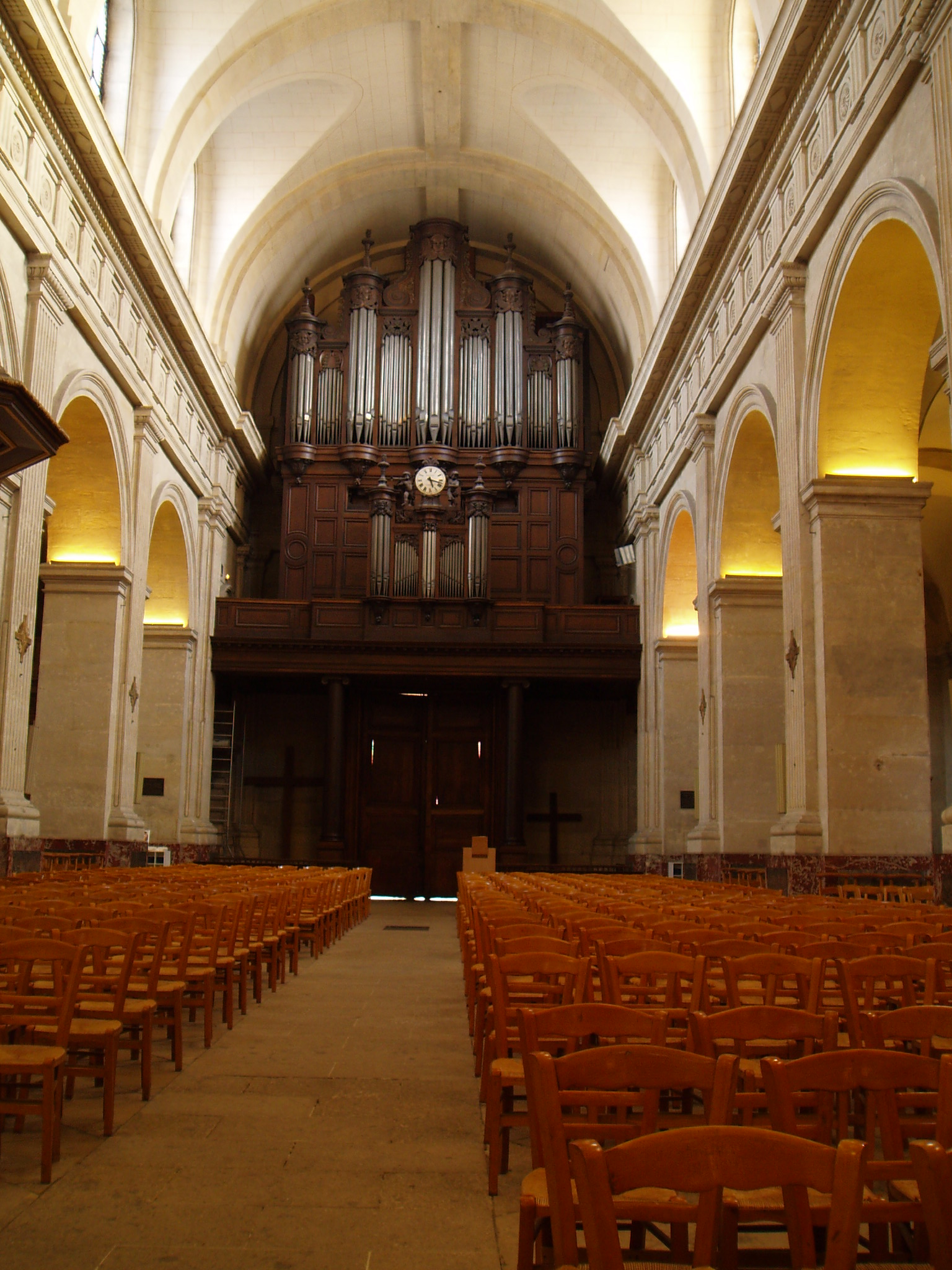
Orgue de l’Église Notre-Dame de Versailles, construit en 1687, dont Vasseur fut l’organiste de 1870 à 1872.

En 1870, après huit ans à l'orgue de l'église Saint-Symphorien, Vasseur succède à Marie-Louise Leroi-Godefroy à l'orgue de l'église Notre-Dame de Versailles, ancienne église paroissiale des rois de France. Il compose des œuvres pour ces deux églises, dont vingt motets, deux messes, des offertoires, des antiennes et un Magnificat, ainsi qu'un manuel d'instructions, Méthode d'orgue expressif ou harmonium (1867). En 1872, il démissionne et est remplacé par Émile Renaud.
Vasseur délaisse l'église pour le théâtre. Son premier essai d'opérette, pièce en un acte appelée Un fi, deux fi, trois figurants, est interprété au café-théâtre de l'Alcazar, le 1er avril 1872. Ce n'est pas un succès, mais sa deuxième pièce, La Timbale d'argent, composée sur un livret d'Adolphe Jaime et de Jules Noriac, est créée huit jours plus tard au Théâtre des Bouffes-Parisiens et tient l'affiche plus de 200 soirs. Elle évite la faillite au théâtre et confirme Vasseur dans sa décision de passer de la musique sacrée à la profane. La pièce sera interprétée par la suite en Amérique, en Grande-Bretagne et ailleurs. Sa série d'opérettes généralement osées n'ont jamais connu la popularité de La Timbale d'argent, mais ont connu un succès modeste dans divers théâtres de Paris (dont les Bouffes-Parisiens, le théâtre Taitbout, le théâtre de la Renaissance, le théâtre des Folies-Dramatiques, les Fantaisies-Parisiennes) et d'ailleurs. Les plus remarquables d'entre elles sont La Cruche cassée (1875), Le Droit du seigneur (1878) et Le Voyage de Suzette (1889).
Il n'a pas abandonné complètement la musique sacrée. En 1877, son Hymne à sainte Cécile, pour soprano, orgue et orchestre, est interprétée à la cathédrale de Versailles et est bien accueillie par le public et la critique.
En 1879, Vasseur se fait imprésario. Il rouvre l'ancien théâtre Taitbout sous le nom de Nouveau-Lyrique, mais échoue dans la gestion de théâtre. Sa première production, Hymnis, opéra comique de Jules Cressonnois sur un livret de Théodore de Banville, s'avère trop lourde au goût du public parisien, et Vasseur est forcé de fermer le théâtre moins d'un an plus tard. Il succède à Olivier Métra à la direction de l'orchestre des Folies Bergère. Il quitte le théâtre en 1897.
Léon Vasseur meurt le 25 juillet 1917 à Asnières,.

### Famille
Léon Vasseur a été marié deux fois, d'abord à Caroline Chaiselat, puis à Ernestine Cavier. Son frère, le professeur de musique Jules Vasseur,, est le père de la pianiste Jane Mortier.

## Œuvres
Opérettes en un acte :

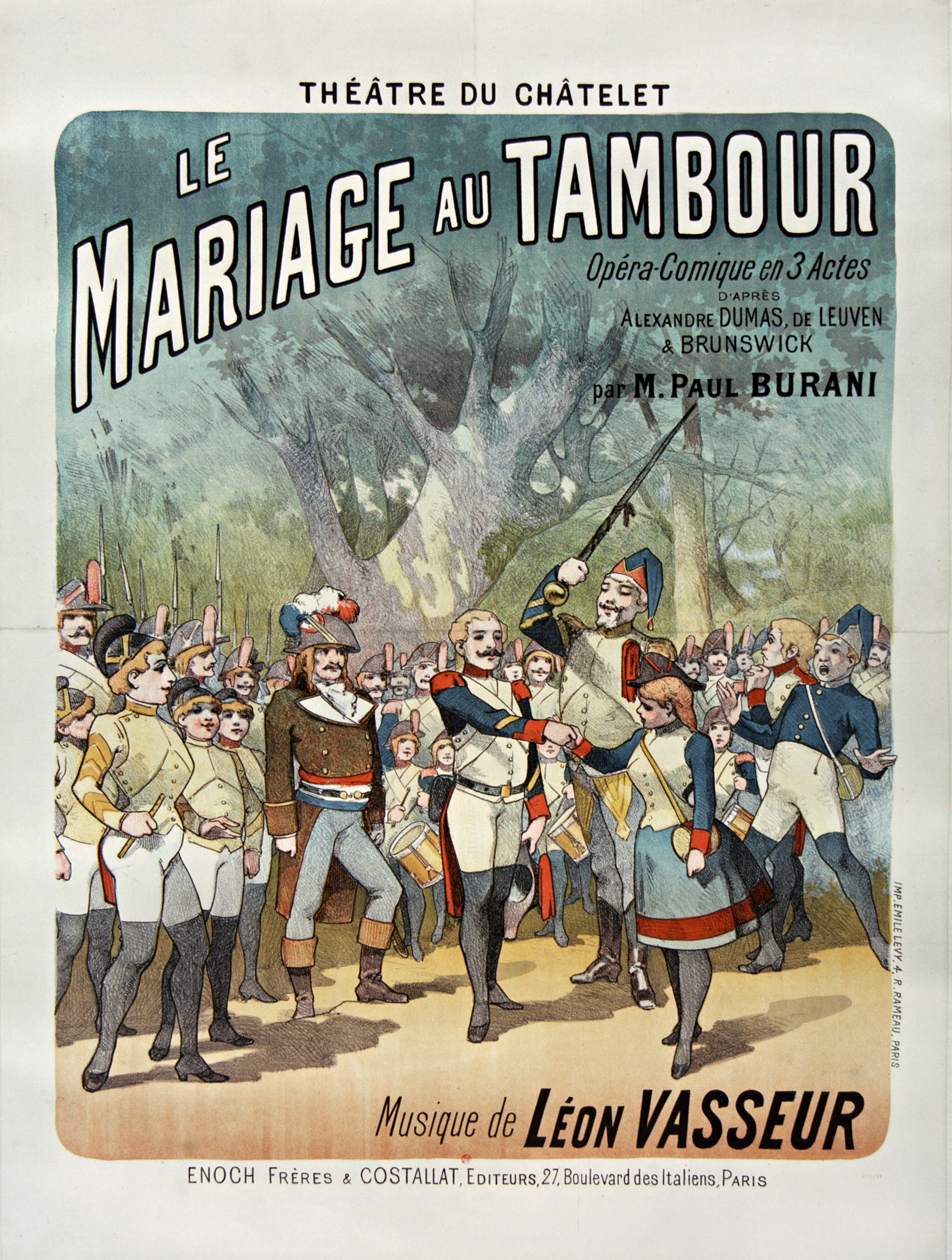
Affiche de l’opérette Le Mariage au tambour jouée au théâtre du Châtelet.

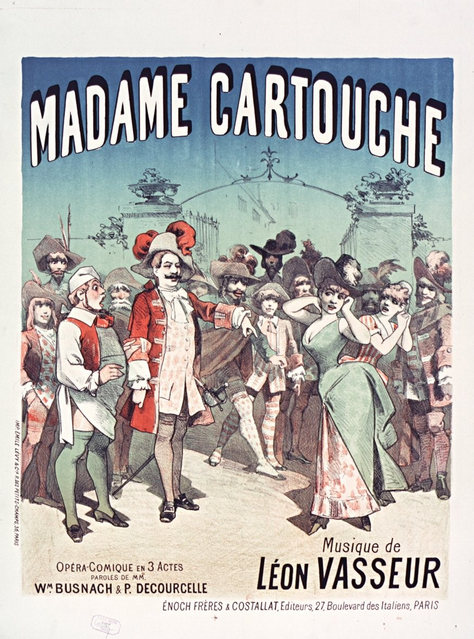
Affiche de l’opérette Madame Cartouche jouée à Opéra-Comique.

- Un fi, deux fi, trois figurants, 1872.
- Mon mouchoir, 1872.
- Le Grelot, 1873.
- L’Opoponax, 1877.
- Royal amour, 1884.
- Au premier hussard, 1883.
- Le Royaume d'Hercule, 1896.
- Au chat qui pelote, 1897.
- Dans la plume, 1898.

Opérettes en trois actes :
- La Timbale d'argent, 1872.
- La Petite reine, 1873.
- Le Roi d'Yvetot (créé à Bruxelles en 1873)
- La Famille Trouillat ou la Rosière d'Honfleur, 1874.
- La Blanchisseuse de Berg-op-Zoom, 1875.
- La Cruche cassée, 1875.
- La Sorrentine, 1876.
- Le Droit du seigneur, 1878.
- Le Billet de logement, 1879.
- Le Petit Parisien, 1882.
- Le Mariage au tambour, 1886.
- Madame Cartouche, 1886.
- Ninon de Lenclos, 1887.
- Mam’zelle Crénom, 1888.
- Le Voyage de Suzette, 1889.
- La Famille Vénus, 1891.
- Le Pays de l'or, 1892.
- La Souris blanche, 1897.

Autres œuvres pour la scène, y compris des ballets-pantomimes :
- Les Parisiennes, 1874.
- Le Prince soleil, 1889.
- La Prétentaine, 1893.
- La Brasserie, 1886.
- Le Commandant Laripète, 1892.

Les œuvres d'église de Vasseur comprennent L'Office divin, recueil de messes, d'offertoires, d'antiennes, etc. ; l’Hymne à sainte Cécile, pour soprano, orgue et orchestre ; deux messes et un Magnificat.